# Don Kirshner
Don Kirshner (17 de abril de 1934 - 17 de janeiro de 2011) foi um compositor e produtor norte-americano.
Conhecido como "homem do ouvido de ouro", é o autor da canção "You've Lost That Lovin' Feeling" e das músicas do programa televisivo da banda The Monkees, além da trilha sonora do desenho The Archies.